# Ghiacciaio Paulus
Il ghiacciaio Paulus è un ghiacciaio situato nell'entroterra della costa nord-orientale dell'isola Alessandro I, al largo della costa della Terra di Palmer, in Antartide. Il ghiacciaio, il cui punto più alto si trova a oltre 1150 m s.l.m., fluisce verso sud-est a partire dal versante orientale dei monti Rouen, scorrendo lungo il versante meridionale del monte Cupola, fino a unire il proprio flusso a quello del ghiacciaio Hampton.

## Storia
Il ghiacciaio Paulus è stato mappato nel 1960 da D. Searle, cartografo del British Antarctic Survey (al tempo ancora chiamato "Falkland Islands Dependencies Survey", FIDS), sulla base di fotografie aeree scattate durante la spedizione antartica di ricerca comandata da Finn Rønne, svoltasi nel 1947-48, ed è stato così battezzato nel 1980 dal Comitato britannico per i toponimi antartici in onore del tenente comandante John F. Paulus, della marina militare statunitense, che fu al comando di un LC-130 facente parte dello squadrone aereo VXE-6 durante l'operazione Deep Freeze del 1969 e del 1970.